# Xysticus kulczynskii
Xysticus kulczynskii är en spindelart som beskrevs av Wierzbicki 1902. Xysticus kulczynskii ingår i släktet Xysticus och familjen krabbspindlar. Inga underarter finns listade i Catalogue of Life.